# Andrzej Janowski (pedagog)
Andrzej Janowski, właśc. Alfred Andrzej Janowski (ur. 25 listopada 1935 w Warszawie, zm. 13 grudnia 2020 tamże) – polski pedagog, profesor nauk humanistycznych, wykładowca akademicki, działacz społeczny i harcerski, wiceminister edukacji narodowej w rządzie Tadeusza Mazowieckiego.

## Życiorys
W czasie II wojny światowej jego ojciec prawdopodobnie został rozstrzelany przez Niemców. Po powstaniu warszawskim Andrzej Janowski został wraz z bratem i matką wysiedlony z Warszawy, w późniejszym czasie zamieszkał w Radomiu, gdzie ukończył szkołę średnią.
W 1955 został absolwentem polonistyki na Uniwersytecie Warszawskim. Od tego samego roku pracował w Bibliotece Narodowej. Później był zatrudniony w Warszawskim Okręgu Wojskowym jako sekretarz generała Józefa Kuropieski. Był pracownikiem Ośrodka Badań Psychopedagogicznych przy Głównej Kwaterze ZHP oraz sekretarzem redakcji wydawnictwa „Harcerstwo”. W 1970 na Uniwersytecie im. Adama Mickiewicza w Poznaniu obronił doktorat, a w 1976 na Uniwersytecie Warszawskim uzyskał stopień doktora habilitowanego. W 1989 otrzymał tytuł profesorski w zakresie nauk humanistycznych.
W pracy naukowej specjalizował się w polityce edukacyjnej i teorii wychowania. Zajmował się psychologią społeczną klasy szkolnej, socjologią wychowania oraz metodologią badań pedagogicznych. Jako wykładowca akademicki był związany z Akademią Pedagogiki Specjalnej im. Marii Grzegorzewskiej w Warszawie, kierował Katedrą Polityki Edukacyjnej. Wykładał również na Uniwersytecie w Białymstoku. Zajmował stanowisko profesora zwyczajnego Akademii Humanistyczno-Ekonomicznej w Łodzi. Został też wykładowcą Wydziału Pedagogicznego Wyższej Szkoły Społeczno-Ekonomicznej w Warszawie. Był członkiem Komitetu Nauk Pedagogicznych Polskiej Akademii Nauk. W latach 1977–1989 był kierownikiem Zakładu Psychologii w Instytucie Badań Pedagogicznych, a od 1989 profesorem w IBP.
Przez wiele lat działał w harcerstwie, m.in. jako jeden z pierwszych drużynowych reaktywowanej w 1957 1 Warszawskiej Drużyny Harcerskiej „Czarna Jedynka”, działającej przy VI Liceum Ogólnokształcącym im. Tadeusza Reytana w Warszawie, w której posługiwał się harcerskim przydomkiem „Soda”. Został przewodniczącym rady Muzeum Harcerstwa w Warszawie. W okresie PRL współpracował z opozycją demokratyczną, w latach 1980–1981 był ekspertem „Solidarności” w zakresie edukacji, był w grupie inicjatorów Zespołu Oświaty Niezależnej. Od 1980 do 1989 brał aktywny udział w ruchu oświaty niezależnej. Uczestniczył także w przygotowywaniu materiałów dla tzw. stolika edukacyjnego w trakcie obrad Okrągłego Stołu. Pełnił następnie funkcję wiceministra edukacji w rządzie Tadeusza Mazowieckiego. Związany z Fundacją Edukacja dla Demokracji, był przewodniczącym rady nadzorczej tej organizacji. W marcu 2008 powołany w skład Rady Edukacji Narodowej.

## Odznaczenia i wyróżnienia
W 2011 prezydent Bronisław Komorowski odznaczył go Krzyżem Komandorskim Orderu Odrodzenia Polski. W 2020 pośmiertnie odznaczony Krzyżem Komandorskim z Gwiazdą tego Orderu. Laureat Nagrody im. Stefanii Światłowskiej (przyznawanej przez środowisko VI Liceum Ogólnokształcącego w Warszawie).

## Publikacje
Autor i współautor publikacji poświęconych kwestiom oświatowym, w tym:
- 1970: Kierowanie wychowawcze w toku lekcji,
- 1975: Poznawanie uczniów,
- 1977: Aspiracje młodzieży szkół średnich,
- 1980: Psychologia społeczna a zagadnienia wychowania,
- 1985: Prestiż ucznia wśród rówieśników (współautor),
- 1989: Uczeń w teatrze życia szkolnego,
- 1994: Podstawowe wiadomości psychopedagogiczne,
- 2000: Szkoła obywatelska.

Opublikował również autobiografię pt. Harcerstwo wpisane w życiorys (2015).